# Kritik am Marxismus

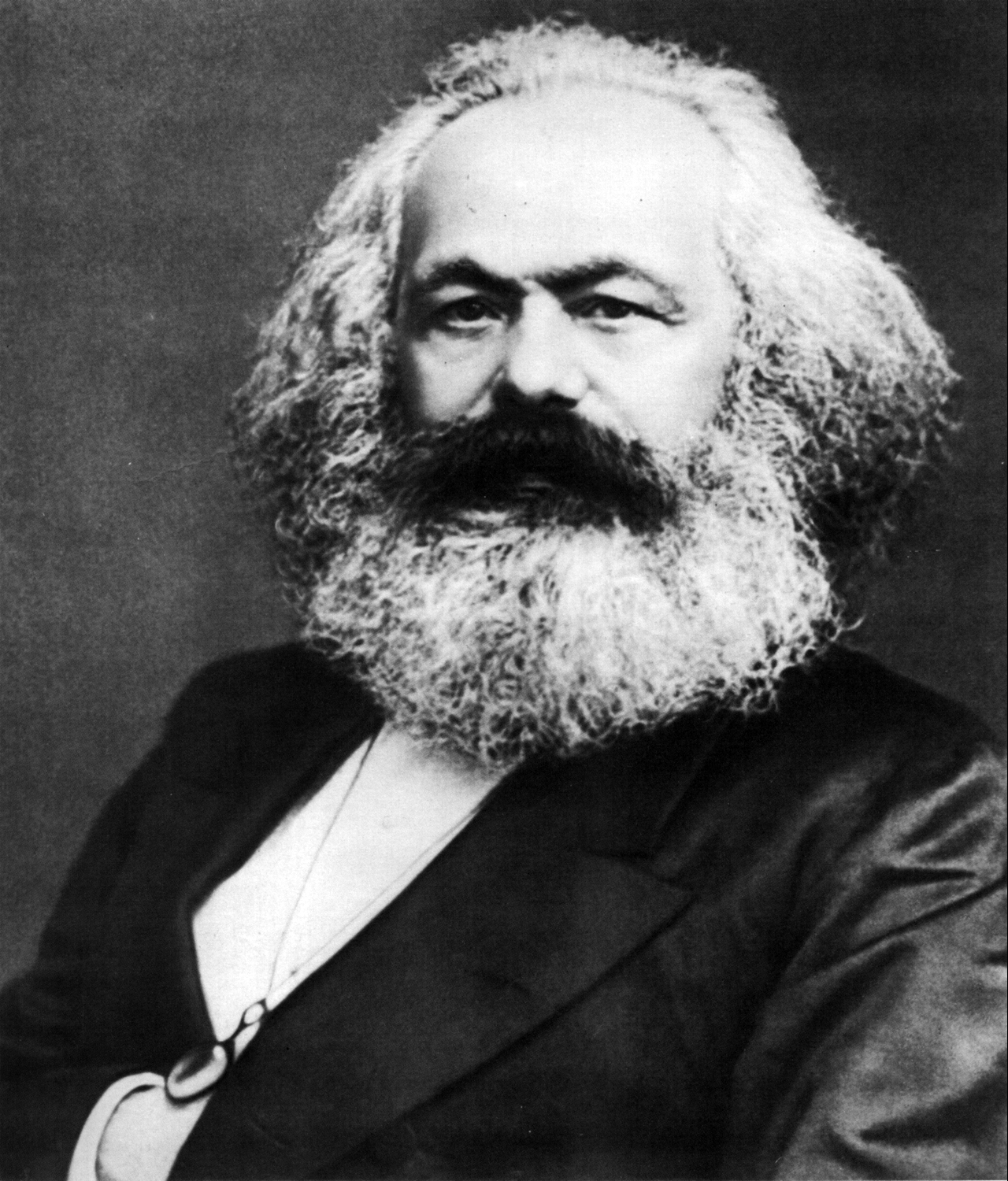
Karl Marx (1818–1883) war Philosoph, politischer Journalist, Kritiker der bürgerlichen Ökonomie. Nach ihm ist der Marxismus benannt worden.

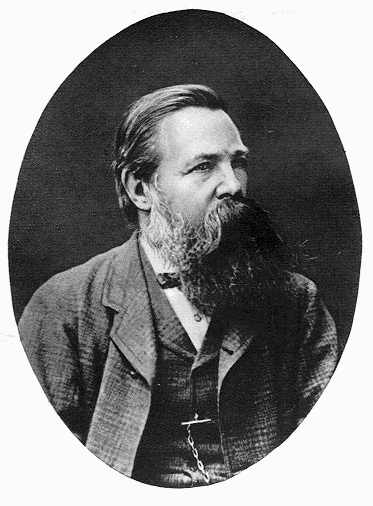
Friedrich Engels (1820–1895) war ein Politiker, Unternehmer, Philosoph und Historiker. Er entwickelte und verbreitete gemeinsam mit Karl Marx die Grundgedanken des Marxismus.

Kritik am Marxismus, d. h. eine kritische Auseinandersetzung mit jener Form der Gesellschaftstheorie, die sich auf die Schriften von Karl Marx (1818–1883) und Friedrich Engels (1820–1895) bezieht, gibt es bereits, seit es den Marxismus gibt. Die Kritiker kommen sowohl von außen, als auch aus den Reihen des Marxismus selbst – dann als eine Form der Selbstkritik und Weiterentwicklung des Marxismus.

## Überblick
Seit der Veröffentlichung der ersten marxistischen Schriften formierte sich Kritik an fast jedem Teilbereich der Theorie. Das liegt vor allem an der Unvollständigkeit der letzten Werke von Marx und daran, dass er seine Theorien auf begründete Kritik hin auch korrigierte („Jedes Urteil wissenschaftlicher Kritik ist mir willkommen.“). Zum Beispiel gibt es nicht ganz widerspruchslose Betrachtungen über gesellschaftliche Voraussetzungen für eine sozialistische Revolution. In Marx’ Brief an Wera Sassulitsch (1881) bezog sich Marx auf die Situation im damaligen Russland, welches als rückständiges Agrarland angesehen wurde, in dem es noch keine große Anzahl von Industriearbeitern gab. Betrachtet wurde dabei die russische Dorfkommune, in der bereits Gemeinbesitz vorherrschte, die Marx unter Vorbehalt als möglichen „Stützpunkt der sozialen Wiedergeburt Rußlands“ betrachtete. Das Proletariat sollte nach Marx jedoch im Normalfall Wegbereiter einer Revolution sein, davon nahm er auch nie Abstand. Bekanntlich ereignete sich später (1917) in Russland mit der Oktoberrevolution eine Revolution, die sich gegen die kapitalistische Klassengesellschaft richtete, und von Lenin und den Bolschewiki, die sich als Vorhut der Arbeiterklasse verstanden, angeführt wurde. Allerdings galt Russland zu dieser Zeit weiterhin als ein überwiegendes Agrarland.
Marx schlussfolgerte nicht erst, aber verstärkt, nach den Erfahrungen der Pariser Kommune (1871), dass das Proletariat die Eroberung der politischen Macht anstreben solle und dafür die Konstituierung politischer Parteien notwendig sei. Dazu kam Marx, ebenfalls aus den Erfahrungen der Pariser Kommune zu der Erkenntnis, dass „die Arbeiterklasse nicht die fertige Staatsmaschine einfach in Besitz nehmen und sie für ihre eigenen Zwecke in Bewegung setzen kann“ und in Der achtzehnte Brumaire des Louis Bonaparte (1852) hatte er bereits geschrieben: „Alle Umwälzungen“ der Gesellschaft „vervollkommneten diese Maschine statt sie zu brechen.“ Manche Formulierungen bei Marx sind also nicht eindeutig. Nach Lenins Interpretation bestand „Der Marxsche Gedanke […] darin, daß die Arbeiterklasse ‚die fertige Staatsmaschine‘ zerschlagen, zerbrechen muß und sich nicht einfach auf ihre Besitzergreifung beschränken darf. […] In diesen Worten: ‚die bürokratisch-militärische Maschinerie zu zerbrechen‘, ist“, nach Lenins Interpretation, „kurz ausgedrückt, die Hauptlehre des Marxismus von den Aufgaben des Proletariats in der Revolution gegenüber dem Staat enthalten.“. Marx machte keine konkreten Angaben zur politischen Ordnung eines kommunistischen Staates. Die Kritik am Marxismus hat sich im 20. Jahrhundert im Laufe der Entstehung der sich auf Marx berufenden Staatssysteme verschärft. Sie greift vor allem inhumane Politik und ökonomische Ineffizienz im „Realsozialismus“ als Ergebnis marxistischer Theorie an. Innermarxistische Kritik kommt vor allem von Seiten unterschiedlicher Strömungen des Neomarxismus), die jeweils oft nur Einzelbereiche ablehnen, beziehungsweise Kritik am Marxismus-Leninismus üben. Vollständige Ablehnung marxistischer Theorien ist vor allem auf Seiten von Anhängern grundlegend anderer Weltanschauungen, Wissenschaften oder Philosophien zu finden.

### Innermarxistische Kritikansätze
Innerhalb des heutigen Marxismus, der in zahlreiche sich teilweise völlig widersprechende Richtungen geteilt ist, werden beinahe alle Elemente der marxschen Theorie kontrovers diskutiert.
Besonders umstrittene Punkte sind zum Beispiel:
- die Rolle der Arbeiterklasse und ihr Verhältnis zu anderen sozialen Bewegungen
- die Definition (und Organisation) von „sozialistischer Demokratie“
- die Voraussetzungen einer sozialistischen Umgestaltung einer Gesellschaft
- verschiedene Fragen der Wertschöpfung
- das Verhältnis Basis und Überbau

Im Anschluss an Leo Trotzki modifizierte Ernest Mandel mit einer marxistischen Version der Theorie der langen Wellen das von Marx aufgestellte Gesetz vom tendenziellen Fall der Profitrate, indem er betonte, dass die ihm entgegenwirkenden Kräfte für längere Perioden die Oberhand gewinnen können.
Neomarxisten lehnen insbesondere die Dogmatisierung des marxistischen Gedankengebäudes als „Proletarische Weltanschauung“ ab, die sich vor allem in den Staatsdoktrinen des realen Sozialismus zeigte.
Eurokommunisten und Reformisten hingegen verwerfen Klassenkämpfe als Mittel zur Herbeiführung des Sozialismus und versuchen, demokratische Wege zur Überwindung der Klassengegensätze zu finden. Einige Postmarxisten zweifeln mit der Wertkritik seine Klassentheorie sowie Geschichtsphilosophie an.
Von Marx beeinflusste Denker werfen ihm vor, er habe in seiner Beschreibung des Gebrauchswertes einer Ware dessen Auswirkungen auf einen Umbruch zum Kommunismus überschätzt und die Kultur sowie die Natur kaum in seine ökonomischen Theorien einbezogen. Umstritten sind auch die Voraussetzungen für die Umgestaltung einer sozialistischen Gesellschaft in eine kommunistische. Marx selbst merkte an, dass deren Gelingen erst nach einer weltweiten Revolution möglich sei.

### Nichtmarxistische Kritikansätze und Gegenpositionen
Fast jeder nichtmarxistische Kritiker lehnt die marxschen Theorien ab und unterstützt zumindest Teile der innermarxistischen Kritik. Darüber hinaus wurde schon jeder Teil des Marxismus ernsthaft angezweifelt oder abgelehnt.
So sei etwa die hegelsche Dialektik – auf der der historische und der dialektische Materialismus aufbauen – von Grund auf falsch, wie zum Beispiel Karl Raimund Popper in seinem Werk Die offene Gesellschaft und ihre Feinde kritisiert. Marx’ Denken führe in eine „geschlossene Gesellschaft“. Diese sei dadurch gekennzeichnet, dass sie sozusagen am Reißbrett geplant werde von Eliten, die sich im Besitz angeblich wissenschaftlicher Erkenntnisse über die „objektiven Interessen“ der Unterworfenen glaubten, auch wenn diese von deren subjektiv empfundenen Interessen deutlich abwichen. Die geschlossene Gesellschaft sei also diktatorisch mithin Totalitarismus. 
In seiner Schrift Das Elend des Historizismus kritisierte Karl Popper 1957 die Vorstellung des historischen Materialismus,
- dass Geschichte zielgerichtet verlaufe,
- dass bestimmte Muster in ihr durch bestimmte darauffolgende Muster begründet würden,
- dass die vermeintlich „objektive“ Erkenntnis dieser Grundmuster Prognosen des Geschichtsverlaufs und normative Aussagen darüber erlaube, wie er zu beeinflussen sei.

Insgesamt sei der „wissenschaftliche Sozialismus“ aber keineswegs wissenschaftlich, da er nicht falsifizierbar sei. Dies gelte vor allem, wenn marxistische Thesen mit den Mitteln der Ideologiekritik nach außen abgedichtet würden: Skeptikern, die etwa das Gesetz des tendenziellen Falls der Profitrate oder die Reduktion aller Geschichte auf die Geschichte von Klassenkämpfen bezweifelten, wird dabei unterstellt, dass ihre Zweifel gar nicht ehrlich wären, sondern nur Ideologieproduktion im Interesse der herrschenden Klasse. Je stärker der Skeptiker auf seinen Bedenken beharre, desto deutlicher glaube der Ideologiekritiker seine vermeintlich dahinter stehenden Absichten zu erkennen. Bedingungen, unter denen er zugeben würde, dass seine Thesen falsch seien, könne er somit nicht nennen. In dieser Interpretation Poppers erscheint der Marxismus als Pseudowissenschaft. Über seine Thesen und die Wissenschaftlichkeit der dialektischen Methode wurde in den sechziger Jahren der Positivismusstreit ausgefochten.
Andere Kritiker monieren das verengte Kausalverhältnis zwischen Basis und Überbau, wie es unter anderem die Stamokap-Theorie oder in gewissen vulgärmarxistischen Kartelltheorien zu beobachten ist. Hier werden die Institutionen und Träger des Staates als direkte Befehlsempfänger der Industriellen dargestellt, zu bloßen „Agenten des Monopolkapitalismus“. Der deutsche Historiker Gerd Koenen und der amerikanische Politologe Daniel Pipes bezeichnen aus diesem Grunde den Marxismus-Leninismus als eine Verschwörungstheorie.
Kritisiert wird auch, dass der Weg zum Kommunismus über einen mächtigen Parteiapparat (Diktatur des Proletariats) die Gefahr berge, dass die mächtigen Führer keinerlei Strukturreformen im Interesse des Proletariats einleiten, sondern vor allem ihre Machtinteressen verteidigen. Forscher wie z. B. die Herausgeber des umstrittenen Schwarzbuchs des Kommunismus nehmen daher an, dass die Massenmorde, die von sich auf den Marxismus berufenden Diktatoren wie Stalin, Mao oder Pol Pot organisiert wurden, keine Abirrungen von der eigentlich positiven marxistischen Lehre, sondern in ihr selbst angelegt wären.
Einige Kritiker des Marxismus sehen durch das Scheitern des sogenannten real existierenden Sozialismus bzw. des autoritären Kommunismus nach marxscher Prägung ihre Gegenpositionen zum Marxismus bestätigt.
Berühmte anarchistische Kritiker waren u. a. Pierre-Joseph Proudhon, Michail Bakunin, Peter Kropotkin, Gustav Landauer, Emma Goldman, Alexander Berkman, Erich Mühsam, Rudolf Rocker, James Guillaume, Pierre Ramus oder auch Abdullah Öcalan, Harold Barclay und David Graeber.

### Wirtschaftswissenschaftliche Kritik
In den westlichen Wirtschaftswissenschaften erfolgte seit Ausklingen des 19. Jahrhunderts ein Paradigmenwechsel mit dem Sieg der neoklassischen Theorie – diese vollzog einen Bruch mit der klassischen Nationalökonomie, der Marx’ Analyse zu Grunde lag, und setzte aufbauend auf dem Marginalprinzip auf eine alternative Erklärung zur Wertfindung, die sich in der modernen Volkswirtschaftslehre durchgesetzt hat. Der Wirtschaftsnobelpreisträger Robert M. Solow bezeichnete 1988 die marxistische Wirtschaftanalyse als eine heute „irrelevante Sackgasse.“
Liberale Kritiker waren etwa Milton Friedman (Chicagoer Schule) oder Friedrich Hayek und Ludwig von Mises (Österreichische Schule). Kritik übte auch John Maynard Keynes, dessen Theorien weiterhin bedeutenden Einfluss auf die Wirtschaftspolitik der Industrieländer haben. Thomas Piketty kritisierte, dass die Steigerung der Produktivität bei Marx außer Acht gelassen wird.

## Reaktion auf die Kritik

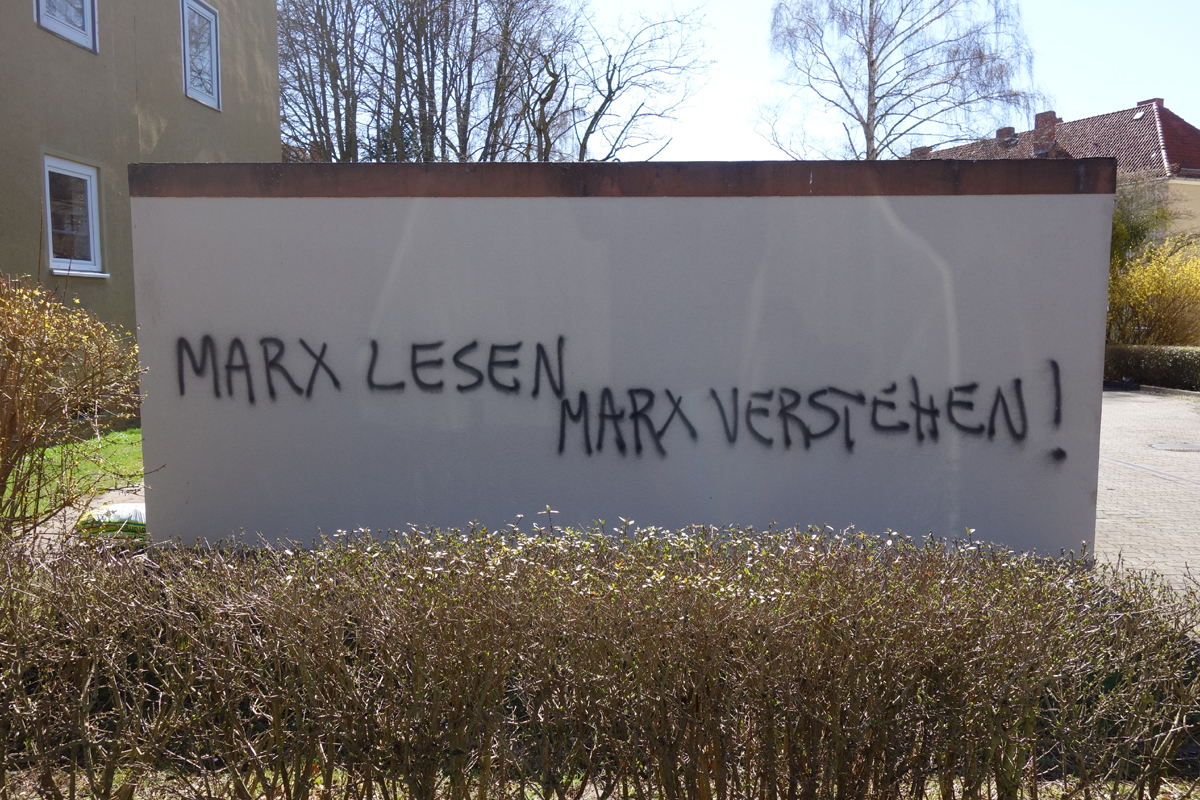
Zeitgenössisches Graffito unterstreicht Reaktion auf Marxismus-Kontroversen: Marx lesen Marx verstehen!

Die Kritik am Marxismus ist nicht unwidersprochen geblieben. Die Gegenkritik hebt hervor, dass Marx und Engels in ihrer Schaffenszeit Entwicklungen in ihren theoretischen Annahmen vollzogen hätten. Es sei stets zu berücksichtigen, aus welcher Periode die jeweiligen Ausführungen von Marx und Engels stammen. Hier wird insbesondere auf die Unterschiede der Aussagen im Frühwerk und im Spätwerk von Karl Marx verwiesen. So hat Marx beispielsweise den Historischen Materialismus über den Dialektischen Materialismus fortentwickelt.
Neomarxistische Ansätze lösen sich von einer teleologischen und deterministischen Interpretation, die oft Hauptkritikpunkte an marxistischer Theorie darstellen. Danach wird gesellschaftliche Entwicklung weder als festgeschriebener, sich zu einem bestimmten Ziel hin entwickelnder Prozess verstanden, noch sei sie durch materielles Umfeld oder die gesellschaftsspezifische Produktionsweise festgeschrieben. Im Neomarxismus bestimmt die Basis den Überbau nicht; die Abfolge von Entwicklungsstufen sei prinzipiell offen. Die Kritik Poppers, marxistische Theorie würde Gesetze und ein Ziel in der geschichtlichen Entwicklung feststellen, um daraus für die Zukunft Lösungen abzuleiten, wird in dieser Hinsicht zurückgewiesen. Zugleich wird an einem normativen Modell der Kritik festgehalten.
Für den jungen Marx war die Verelendung des Arbeiters gleichbedeutend mit seiner Entfremdung. Das Produkt seiner Arbeit tritt ihm als fremde und gebieterische Ware entgegen; ohne Produktionsmittel, wird er von einem anderen, vom Besitzer der Produktionsmittel, in das Räderwerk der Produktion geworfen; er leistet die Arbeit, nicht um ein Bedürfnis zu befriedigen, sondern weil ihm in der Welt der Warenproduktion nichts anderes übrigbleibt. Sein Elend wächst daher, gleichgültig wie hoch sein Lohn ist, mit dem Ausmaß und der Bedeutung seiner Arbeit. Je mehr Reichtümer er erzeugt, desto ärmer wird er, ob sein Lohn nun steigt oder fällt. Auch der höhere Lohn verhilft dem Arbeiter nicht zu menschlicher Würde.

### Primärliteratur
- Karl Raimund Popper: Gesammelte Werke, Mohr Siebeck Verlag.
  - Band 4: Das Elend des Historizismus. 7. Auflage, Tübingen 2003, ISBN 3-16-148025-2
  - Band 6: Die offene Gesellschaft und ihre Feinde. Band II: Falsche Propheten: Hegel, Marx und die Folgen. 8. Auflage, Tübingen 2003, ISBN 978-3-16-148069-0
  - Band 10: Vermutungen und Widerlegungen. Das Wachstum der wissenschaftlichen Erkenntnis. Kapitel 15 – Was ist Dialektik?, 2. Auflage, Tübingen 2009, ISBN 978-3-16-150197-5
- Joseph Schumpeter: Kapitalismus, Sozialismus und Demokratie. 8. unv. Aufl., UTB Verlag, 2005
- Leopold Schwarzschild: Der rote Preuße. Leben und Legende von Karl Marx. Scherz & Goverts, Stuttgart 1954
- Raymond Aron: Opium für Intellektuelle oder Die Suche nach Weltanschauung („L’opium  des intellectuels“). Kiepenheuer & Witsch, Köln 1957.
- Rudolf Bahro: Die Alternative: Zur Kritik des real existierenden Sozialismus. Europäische Verlagsanstalt, Köln 1977, ISBN 3-434-00353-3
- Joseph Maria Bocheński: Wissenschaft oder Glaube. Olzog, München 1973
- Cornelius Castoriadis: „Warum ich kein Marxist mehr bin“ in: ders., Vom Sozialismus zur autonomen Gesellschaft, Ausgewählte Schriften, Band 2.1, Lich: Verlag edition AV, 2007, S. 19–64
- Gerd Koenen: Marxismus-Leninismus als universelle Verschwörungstheorie. In: Die neue Gesellschaft/Frankfurter Hefte,H. 2 (1999), S. 127–132
- Oswald von Nell-Breuning: Auseinandersetzung mit Karl Marx. Hueber, München 1969
- Walter Theimer: Der Marxismus: Lehre – Wirkung – Kritik. 8., vollst. neu bearb. u. erg. Aufl. Francke, Tübingen 1985
- Henry Bamford Parkes: Marxism – An autopsy. Houghton Mifflin Company, Boston 1939

### Sekundärliteratur
- Autor_innenkollektiv: Mythen über Marx. Die populärsten Kritiken, Fehlurteile und Missverständnisse. Bertz + Fischer, Berlin 2018, ISBN 978-3-86505-748-8.
- Galina Belkina: Marxismus oder Marxologie. Akademie-Verlag, Berlin (DDR) 1975
- Elmar Julier: Marx-Engels-Verfälschung und Krise der bürgerlichen Ideologie. Akademie-Verlag, Berlin (DDR) 1975
- Wolfgang Kleinig: Wandlungen in der katholischen Marxismuskritik. in: Deutsche Zeitschrift für Philosophie 9/1969. VEB Deutscher Verlag der Wissenschaften, Berlin 1969
- Volker Gerhardt: Das ist doch Murx. Über die Bedeutung des Marxismus im 21. Jahrhundert In: Die literarische Welt (Beilage der Tageszeitung Die Welt), Berlin, 3. Mai 2008, Nr. 18, Seite 1.
- Eike Kopf: Engels’ Anti-Dühring und die bürgerliche Marxismuskritik im 19. Jahrhundert. in: Deutsche Zeitschrift für Philosophie 7/1977. VEB Deutscher Verlag der Wissenschaften, Berlin 1977
- Robert Steigerwald: Marxismuskritik heute. Akademie-Verlag, Berlin (DDR) 1986
- Horst Ullrich: Zur Reaktion der bürgerlichen Ideologie auf die Entstehung des Marxismus. Akademie-Verlag, Berlin (DDR) 1976